# 2822 Sacajawea
2822 Sacajawea eller 1980 EG är en asteroid i huvudbältet som upptäcktes den 14 mars 1980 av den amerikanske astronomen Edward L.G. Bowell vid Anderson Mesa Station. Den är uppkallad efter indianen Sacajawea.
Asteroiden har en diameter på ungefär 8 kilometer och den tillhör asteroidgruppen Eunomia.